# Каміля Августин
Каміля Анна Августин (пол. Kamila Anna Augustyn; народилася 14 січня 1982 у м. Слупську, Польща) — польська бадмінтоністка. 
Учасниця Олімпійських ігор 2008 в одиночному розряді. У першому раунді поступилась Jeon Jae-Yeon з Південної Кореї — 0:2.
Чемпіон Польщі в одиночному розряді (1999, 2001, 2002, 2003, 2004, 2005, 2007, 2008, 2009), в парному розряді (2002, 2003, 2004, 2005, 2006, 2007, 2008), в змішаному парному розряді (2009).
Переможниця Polish Open в одиночному розряді (2002), в парному розряді (2002, 2005, 2006, 2007). Переможниця Slovak International в парному розряді (2005).